# Fernando Aramburu
Fernando Aramburu (Donostia-San Sebastián, 1956. január 4. –) spanyol író. Ő a szerzője a Patria című regénynek, amely a baszkföldi terrorizmussal foglalkozik. Regényei és versei jelentős díjakat kaptak: Tusquets, Vargas Llosa NH-díj, a Nemzeti Kritikusok Díja és az Elbeszélő Írás Nemzeti Díja.

## Pályája
A zaragozai egyetemen szerzett spanyol filológiai diplomát, 1985 óta Németországban él és dolgozik spanyol nyelvtanárként. 2006-ban megjelent Fuegos con limón című regénye a Grupo CLOC de Arte y Desarte nevű szürrealista csoportban szerzett fiatalkori tapasztalatait írja le, amely 1978 és 1981 között adott ki magazint. Años lentos című regényéért 2011-ben elnyerte a Premio Tusquets de Novela díjat, Ávidas pretensiones című regényéért pedig 2015-ben a Premio Biblioteca Breve díjat.

## Művei
- Fuegos con limón (1997-ben elnyerte a Ramón Gómez de le Serna-díjat).[11]
- Los ojos vacíos (Euskadi-díj 2001-ben)
- El Trompetista del Utopia (a Bajo las estrellas című filmből készült[15])
- Bambi sin sombra
- El artista y su cadaver (rövid prózai írások)
- Vida de un piojo llamado Matías (gyermekkönyv)
- No ser no duele (novellák)
- Los peces de la amargura (novellák; 2006-ban elnyerte a Mario Varga Llosa NH-díjat) Real Academia-díj, valamint Dulce Chacón-díj[11]
- Ávidas pretensiones (2014)[16]
- Patria(wd) (2016) Nemzeti Kritikusok Díja és az elbeszélő írók Nemzeti Díja[11][17]
- Autorretrato sin mí (2018)
- Los vencejos (2021)
- El niño (2024)

### Magyarul megjelent
- Pátria (Patria) – Bookart, Csíkszereda, 2024 · ISBN 9786068994765 · Fordította: Imrei Andrea

## Fordítás
- Ez a szócikk részben vagy egészben  a   Fernando Aramburu című angol Wikipédia-szócikk fordításán alapul.  Az eredeti cikk szerkesztőit annak laptörténete sorolja fel. Ez a jelzés csupán a megfogalmazás eredetét és a szerzői jogokat jelzi, nem szolgál a cikkben szereplő információk forrásmegjelöléseként.